# Dave Peyton
David Brooks "Dave" Peyton (Chicago, 19 augustus 1889 – Chicago, 30 april 1955) was een Amerikaanse liedjesschrijver, pianist, arrangeur en bandleider. Tevens schreef hij muziekstukjes in de Chicago Defender. Hij is mede-componist van de standard "I Ain't Got Nobody".
Peyton begon als pianist in het trio van Wilbur Sweatman, waar hij actief was in de periode 1908-1912. Hierna leidde hij eigen groepen in verschillende gelegenheden in Chicago. Musici die bij hem speelden waren onder meer Charlie Allen, George Mitchell, Bob Shoffner, Reuben Reeves, Kid Ory, Bud Scott, Jasper Taylor, Jimmy Bertrand, Baby Dodds, Preston Jackson, Darnell Howard, Jerome Don Pasquall en Lee Collins. In de dertiger jaren leidde hij een orkest in Regal Theater. In 1928 werd dit orkest tijdelijk geleid door Fess Williams en maakte de groep onder diens leiding enkele opnames voor Vocalion. Verder speelde Peyton als solist in bars en nachtclubs. Hij verdiende tevens geld door muzikanten te leveren aan orkesten. Op een gegeven moment zette Peyton zijn werkzame leven voort als eigenaar van een stomerij.
Peyton is vooral bekend door enkele van zijn liedjes. Hij was medeverantwoordelijk voor "I Ain't Got Nobody" (door talloze musici uitgevoerd), "Hey Stop Kissin' My Sister" en "Roumania". 